# Miika Elomo
Miika Elomo (21. dubna 1977 Turku – 9. února 2025) byl finský hokejový útočník a trenér.

## Hráčská kariéra
Svou hokejovou kariéru začal v rodném městě, v týmu Turun Palloseura, kde debutoval v nejvyšší Finské lize SM-liiga v sezóně 1994/95. V TPS Turku hrával v mládežnických kategoriích a v sezónách 1994/95 a 1995/96 byl posílán na hostování do týmu Kiekko-67 v nižší finské lize I-Divisioona.
Byl draftován v roce 1995 v 1. kole, celkově 23., týmem Washington Capitals.
V roce 1996 odešel do zámoří do farmářského týmu Capitals Portland Pirates v AHL. Ve své první severoamerické sezóně odehrál 52 zápasů, v nichž nasbíral 17 bodů. V následující sezóně vstřelil jen jeden gól a získal jednu asistenci za 33 zápasů v Portlandu. Rozhodl se vrátit do Finska do týmu HIFK Hockey, kde dohrál sezónu 1997/98 a pomohl k zisku titulu. Svůj týmový úspěch zopakoval v následujícím ročníku, kdy s mateřským týmem TPS Turku v sezóně 1998/99 získal titul.
V létě 1999 se vrátil zpět do Severní Ameriky. Návrat do Portland Pirates se mu podařil, odehrál 59 zápasů, v nichž vstřelil 21 branek a na 14 přihrál. Jako odměnu za jeho výkon mu vedení Capitals dovolilo debut v NHL v sezóně 1999/2000 proti San Jose Sharks a Anaheim Ducks, kde si připsal svůj první a jediný bod v NHL. 24. června 2000 byl vyměněn spolu s volbou ve čtvrtém kole draftu 2000 do týmu Calgary Flames za volbu ve druhém kole téhož draftu. I přes dobré výsledky v jejich přípravném kempu byl nakonec přidělen do jejich farmy v AHL Saint John Flames. S tímto týmem získal Calder Cup. Další ročník 2001/2002 začal v SM-liize za TPS Turku, ale po pouhých 24 zápasech odešel do týmu Espoo Blues, ve kterém strávil čtyři sezóny. Ve věku 28 let ukončil hokejovou kariéru.

## Zajímavosti
Jeho první asistence v NHL pomohla k prvnímu gólu v NHL spoluhráči Jeffu Halpernovi.

## Prvenství
- Debut v NHL – 16. října 1999 (Washington Capitals proti San Jose Sharks)
- První asistence v NHL – 19. října 1999 (Washington Capitals proti Mighty Ducks of Anaheim)

## Klubové statistiky
| Sezóna       | Klub                | Soutěž       |    | Základní část | Základní část | Základní část | Základní část | Základní část |   | Play off | Play off | Play off | Play off | Play off |
| Sezóna       | Klub                | Soutěž       | Z  | G             | A             | B             | TM            | Z             | G | A        | B        | TM       |          |          |
| 1992/1993    | Turun Palloseura    | SM-s-18 B    | 12 | 3             | 2             | 5             | 14            | —             | — | —        | —        | —        |          |          |
| 1993/1994    | Turun Palloseura    | SM-l-20 A    | 30 | 8             | 5             | 13            | 24            | 5             | 1 | 1        | 2        | 2        |          |          |
| 1993/1994    | Turun Palloseura    | SM-s-18 B    | 7  | 4             | 4             | 8             | 14            | 2             | 0 | 2        | 2        | 0        |          |          |
| 1994/1995    | Turun Palloseura    | SM-l         | 1  | 0             | 0             | 0             | 27            | —             | — | —        | —        | —        |          |          |
| 1994/1995    | Turun Palloseura    | SM-l-20 A    | 14 | 3             | 8             | 11            | 24            | —             | — | —        | —        | —        |          |          |
| 1994/1995    | Turun Palloseura    | SM-s-18 B    | 4  | 1             | 2             | 3             | 6             | 8             | 4 | 6        | 10       | 30       |          |          |
| 1994/1995    | Kiekko-67           | I-Div.       | 14 | 9             | 2             | 11            | 39            | —             | — | —        | —        | —        |          |          |
| 1995/1996    | Turun Palloseura    | SM-l         | 10 | 1             | 1             | 2             | 8             | 3             | 0 | 0        | 0        | 2        |          |          |
| 1995/1996    | Turun Palloseura    | SM-l-20 A    | 6  | 0             | 2             | 2             | 18            | —             | — | —        | —        | —        |          |          |
| 1995/1996    | Kiekko-67           | I-Div.       | 21 | 9             | 6             | 15            | 100           | —             | — | —        | —        | —        |          |          |
| 1996/1997    | Portland Pirates    | AHL          | 52 | 8             | 9             | 17            | 37            | —             | — | —        | —        | —        |          |          |
| 1997/1998    | Portland Pirates    | AHL          | 33 | 1             | 1             | 2             | 54            | —             | — | —        | —        | —        |          |          |
| 1997/1998    | HIFK Hockey         | SM-l         | 16 | 4             | 1             | 5             | 10            | 9             | 4 | 3        | 7        | 6        |          |          |
| 1998/1999    | Turun Palloseura    | SM-l         | 36 | 5             | 10            | 15            | 76            | 10            | 3 | 5        | 8        | 6        |          |          |
| 1999/2000    | Washington Capitals | NHL          | 2  | 0             | 1             | 1             | 2             | —             | — | —        | —        | —        |          |          |
| 1999/2000    | Portland Pirates    | AHL          | 59 | 21            | 14            | 35            | 50            | —             | — | —        | —        | —        |          |          |
| 2000/2001    | Saint John Flames   | AHL          | 72 | 10            | 21            | 31            | 109           | 6             | 0 | 2        | 2        | 12       |          |          |
| 2001/2002    | Turun Palloseura    | SM-l         | 24 | 3             | 4             | 7             | 84            | —             | — | —        | —        | —        |          |          |
| 2001/2002    | Espoo Blues         | SM-l         | 28 | 2             | 2             | 4             | 44            | 3             | 0 | 0        | 0        | 4        |          |          |
| 2002/2003    | Espoo Blues         | SM-l         | 50 | 8             | 5             | 13            | 28            | 7             | 1 | 1        | 2        | 2        |          |          |
| 2003/2004    | Espoo Blues         | SM-l         | 50 | 3             | 6             | 9             | 20            | 9             | 0 | 0        | 0        | 4        |          |          |
| 2004/2005    | Espoo Blues         | SM-l         | 15 | 0             | 0             | 0             | 25            | —             | — | —        | —        | —        |          |          |
| Celkem v NHL | Celkem v NHL        | Celkem v NHL | 2  | 0             | 1             | 1             | 2             | —             | — | —        | —        | —        |          |          |

## Reprezentace
| Rok          | Tým          | Soutěž       | Z  | G | A | B  | TM |
| ------------ | ------------ | ------------ | -- | - | - | -- | -- |
| 1994         | Finsko 18    | MEJ          | 5  | 1 | 1 | 2  | 6  |
| 1995         | Finsko 18    | MEJ          | 5  | 3 | 3 | 6  | 10 |
| 1995         | Finsko 20    | MSJ          | 7  | 0 | 1 | 1  | 6  |
| 1996         | Finsko 20    | MSJ          | 6  | 4 | 5 | 9  | 10 |
| Celkem v MEJ | Celkem v MEJ | Celkem v MEJ | 10 | 4 | 4 | 8  | 16 |
| Celkem v MSJ | Celkem v MSJ | Celkem v MSJ | 13 | 4 | 6 | 10 | 16 |